# Julio Cedillo
Julio César Cedillo (Victoria de Durango, Mexikó, 1970 –) mexikói-amerikai színész, legismertebb szerepe a 2005-ös Melquiades Estrada három temetése című film címszerepe.
Cedillo a mexikói Durangóban született. Mikor családja az Amerikai Egyesült Államokba vándorolt, Cedillo megtanulta az angol nyelvet. A texasi Fort Worth-ben nőtt fel, az itteni középiskolát 1988-ban végezte el. Arcát és hangját adta számos rádiós- és tévés reklámfilmhez. Több televíziós produkcióban is feltűnt az 1990-es években, első moziszerepét az 1993-ban készült Hexed című filmben kapta.

## Filmjei
- 2008. The Perfect Game
- 2007. Bitter Grapes
- 2007. In the Electric Mist
- 2007. The Mist
- 2006. Killing Down
- 2006. Bordertown
- 2005. Melquiades Estrada három temetése (The Three Burials of Melquiades Estrada)
- 2004. Alamo – A 13 napos ostrom (The Alamo)
- 2003. David Gale élete (The Life of David Gale)
- 2002. Pereld a nőt! (Serving Sara)
- 2002. The Anarchist Cookbook
- 2002. A későn kezdő (The Rookie)
- 2002. This Is Not a Chair
- 2001. On the Borderline
- 2000. Vad lovak (All the Pretty Horses)
- 1996. Petárda (Bottle Rocket)
- 1993. Hexed